# Duddon Valley
Koordinaten: 54° 24′ 17,2″ N, 3° 9′ 42,6″ W

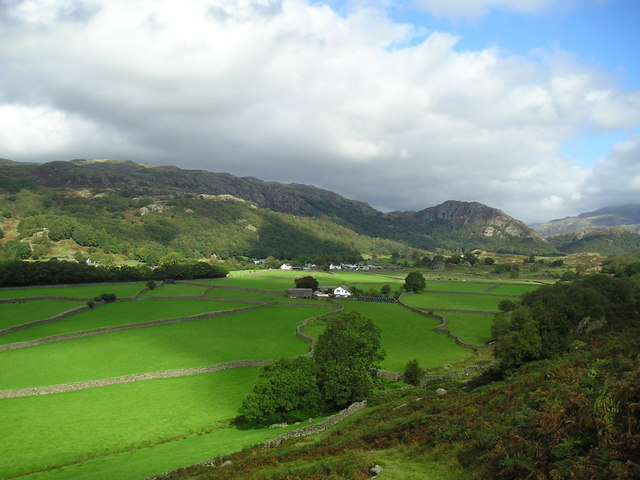
Duddon Valley, Cumbria

Das Duddon Valley ist ein Tal im Lake District in Cumbria, England. Das Tal wird gelegentlich auch mit Dunnerdale bezeichnet.
Der River Duddon fließt vom Wrynose Pass hinab zum Weiler Cockley Beck, der zusammen mit der Straße zwischen dem Hardknott Pass und dem Wrynose Pass die nördliche Grenze des Tals markiert, das sich in südlicher Richtung über etwa 20 km erstreckt. Das Tal ist nur an wenigen Stellen weiter als 1,5 km.

Das Tal wird im Osten vom Old Man of Coniston und im Westen vom Harter Fell,  Ulpha Fell, Whitfell, Bootle Fell und Black Combe begrenzt.

Das Tal endet mit der Mündung des Duddon bei Broughton-in-Furness an der Morecambe Bay.
Die Hänge des Tals sind vor allem im Südosten bis zu einer Höhe von etwa 250 m mit Wald bedeckt. Das Waldgebiet gehört neben den Gebieten am Ullswater und in Borrowdale zu den größten im Lake District. Die Wälder sind seit 1994 ein Site of Special Scientific Interest. Die Waldgebiete sind der wichtigste Lebensraum für Bilche in Cumbria und auch europäische Eichhörnchen leben hier. Die Wälder wurden früher für die kommerzielle Holzgewinnung gepflegt und Eiche und Birke sind die am häufigsten vertretenen Baumarten. Nichteinheimische Gewächse wurden in geringem Umfang eingeführt, sie haben den ursprünglichen Charakter der Wälder aber nicht beeinflusst.